# (3588) Kirik
(3588) Kirik est un astéroïde de la ceinture principale.

## Description
(3588) Kirik est un astéroïde de la ceinture principale. Il fut découvert le 8 octobre 1981 à Nauchnyj par Lioudmila Tchernykh. Il présente une orbite caractérisée par un demi-grand axe de 3,23 UA, une excentricité de 0,19 et une inclinaison de 6,4° par rapport à l'écliptique.

## Compléments